# San Marco 1
San Marco 1 – włosko-amerykański satelita naukowo-technologiczny serii San Marco. Zbudowany i wystrzelony przez NASA, a Włochy dostarczyły aparaturę naukową. Start nadzorowany przez personel włoski. Satelita zbierał dane o gęstości atmosfery i o jonosferze.

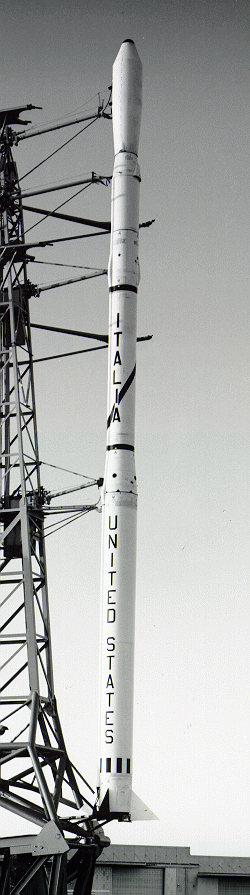
Start rakiety Scout X-4 z satelitą San Marco 1

Do badania dodatnich jonów i temperatury jonosfery służyła sferyczna sonda jonów. Drugi przyrząd, radiowy eksperyment jonosferyczny, powstał na zlecenie narodowej rady naukowej i włoskiej komisji ds. kosmosu. Instrument składał się z nadajnika radiowego sterowanego radiokomendami. Miał moc 670 mW i pracował na częstotliwości 20,005 MHz. Do rozpoznawania sygnału używano kluczowanego przesunięcia częstotliwości (0,01 MHz). Antenę nadajnika stanowił rozsuwalny dipol długości 5 metrów, ułożony wzdłuż osi obrotu statku. Antena była składana w trakcie pomiarów oporu aerodynamicznego. Nadajnik pracował od 31 grudnia 1964 do 13 stycznia 1965, dostarczając 2068 minut transmisji sygnału.